# Кевин Сорбо
Кевин Сорбо (енгл. Kevin Sorbo) је амерички глумац, рођен 24. септембра 1958. године у Маунду (Минесота).